# Barthélemy (cardinal, 1227)
Pour les articles homonymes, voir Barthélemy.
Barthélemy (né en Champagne, et mort le 15 mars 1231 à Rome), est un cardinal français de l'Église catholique du XIIIe siècle, créé par le pape Grégoire IX. 

## Biographie
Barthélemy est chanoine à Châlons-sur-Marne. Il y est élu évêque le 5 juin 1227, mais le chanoine Robert de Thourotte de Reims est élu en même temps. Le 22 mars 1228, le pape cassa cette élection et ordonna aux chanoines de Châlons de se mettre d'accord sur un nom. Ce sera Philippe II de Nemours, élu la même année et sacré aussitôt après à Reims. Barthélemy ne peut donc pas figurer parmi les évêques de Châlons-en-Champagne et son nom n'apparaît pas, du reste, sur le catalogue épiscopal de ce diocèse.
Le pape Grégoire IX le crée cardinal lors du consistoire du 18 septembre 1227. Barthélemy accompagne le pape dans ses voyages en Italie.